# Berberis retinervia
Berberis retinervia är en berberisväxtart som beskrevs av J. J. Triana och J. E. Planchon. Berberis retinervia ingår i släktet berberisar, och familjen berberisväxter. Inga underarter finns listade i Catalogue of Life.